# Blaise Pascal Tanguy
Blaise Pascal Tanguy, né le 21 mars  1979 à Yaoundé, est un producteur, réalisateur, promoteur culturel et distributeur international de films africains et caribéens. Il est connu pour son engagement en faveur des droits humains et sa dénonciation des inégalités sociales en Afrique à travers ses œuvres cinématographiques.

## Formation
En 1999, Blaise Pascal Tanguy obtient une Maîtrise en mathématiques de l'Université de Yaoundé I au Cameroun. Il part ensuite en France pour poursuivre ses études.
De 2002 à 2004, il suit une formation à l'école de cinéma cinécours. Auparavant, il avait effectué un programme à l'école de marketing sup de pub . Réalisateur utilisant l'art pour véhiculer des messages politiques et sociaux sur la pauvreté et les dictatures, ses œuvres seront primées au FESPACO.

## Carrière dans la production audiovisuelle

### Création de 2PG Pictures
En 2004, Blaise pascal Tanguy fonde avec trois collègues Jacques Raymond Tedongap, Guy josué Foumane et Jacob Foko, la société de production 2PG Pictures. une entreprise de distribution internationale de films africains et caribéens.

### Documentaires
Son documentaire intitulé Afrique, une économie en sursis (2006, 52 minutes), réalisé par Sébastien TEZE. Ce documentaire a été diffusé sur plusieurs chaînes de télévision africaines, ainsi que sur TV5 Monde et CFI. Il met en lumière les opportunités économiques du continent et la dynamique de l'économie informelle.
Son documentaire emblématique Le tueur silencieux (2011, 52 minutes), diffusé sur plusieurs chaînes, dont France Télévisions, dénonce le fléau qui cause des centaines de milliers de décès : la vente de médicaments dans les rues.
Il est l'auteur, le réalisateur, et le producteur du documentaire Mboko ou l'enfant de la rue (2012, 52 minutes), qui relate le vécu, les conditions de vie, et les aspirations des enfants vivant dans les rues.

### Séries et films
En 2006, il écrit et produit une série documentaire intitulée Afrique, les métiers de la rue composée de 10 épisodes, chacun d'une durée de 13 minutes. Cette série, réalisée par Sébastien TEZE et Guy Josué FOUMANE, offre un aperçu des réalités de 10 métiers exercés dans les rues.
Blaise Pascal produit deux films de fiction, Clandos et Impulsions, tous deux réalisés par Gervais Djimeli Lekpa.
Ces deux films ont été retenus dans la programmation de prestigieux festivals, notamment Vues d'Afrique à Montréal et le Festival de Cannes,.

## Entrepreneuriat
De 2013 à 2020, Blaise Pascal Tanguy est directeur Afrique du réseau social Horyou.
En 2019, Blaise Pascal Tanguy a fondé et organisé la première édition du Festival International du Film Africain et Caribéen, baptisé L'Afrique Fait Son Cinéma, un événement prestigieux qui s'est déroulé sur les Champs-Élysées à Paris,.

## Filmographie
- Clandos (2003)[14].
- Impulsions (2005)[15].
- Afrique, une économie en sursis (2006)[16].
- Afrique, les métiers de la rue (2006)[17].
- Le tueur silencieux (2011)[18].
- Mboko ou l'enfant de la rue (2012)[19].
- Kamerage (2017)[20]
- Oser ou S'exposer [real:B.P. Tanguy]er

## Distinctions
- Afrique, une économie en sursis (2006) : Prix du meilleur documentaire au Festival de Cinéma de Brazzaville
- Mboko ou l'enfant de la rue (2012) : Prix du public au Festival du cinéma africain de Cadix
- Le tueur silencieux (2011) : Prix du meilleur documentaire au Festival International du Film de Mosane en Belgique